# Sageretia melliana
Sageretia melliana är en brakvedsväxtart som beskrevs av Hand.-mazz.. Sageretia melliana ingår i släktet Sageretia och familjen brakvedsväxter. Inga underarter finns listade i Catalogue of Life.